# William Franklin (giocatore di football americano)
"Will" William Franklin (St. Louis, 13 ottobre 1985) è un ex giocatore di football americano statunitense selezionato dai Kansas City Chiefs.

## Carriera professionistica
Al debutto come rookie nella stagione 2008 con i Chiefs gioca 13 partite di cui una da titolare facendo 7 ricezioni per 83 yard, un ritorno su kickoff per 16 yard e 3 tackle da solo.
Il 13 aprile 2008 viene svincolato dai Chiefs, subito il 14 firma con i Detroit Lions, per poi esser svincolato il 15 maggio. Firma con gli Oakland Raiders il 19 maggio, ma il 31 agosto viene svincolato.